# Gilbert & George

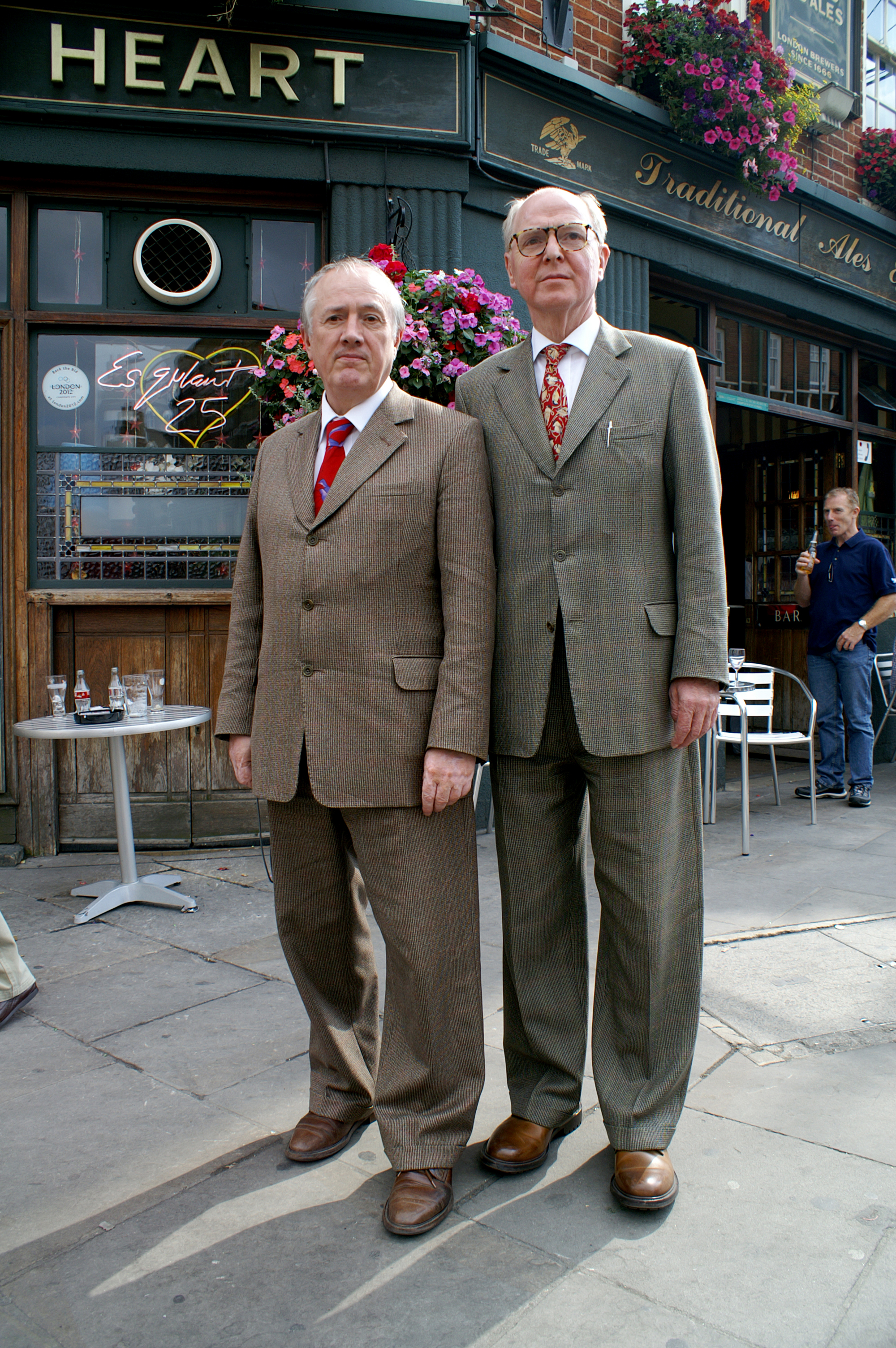
Gilbert & George, 2007.

Gilbert & George, all'anagrafe Gilbert Prousch (San Martino in Badia, 17 settembre 1943) e 
George Passmore (Plymouth, 8 gennaio 1942) sono un duo di artisti contemporanei.

## Biografia
(Gilbert & George, gennaio 1999)
Gilbert studia dapprima in Italia, alla Scuola d'Arte di Selva di Val Gardena/Wolkenstein e in seguito in Austria, alla Scuola d'Arte di Hallein, e infine in Germania all'Accademia di Belle Arti di Monaco di Baviera.
George frequenta l'Adult Education Centre di Dartington, il Dartington Hall College of Art e l'Oxford School of Art.
Nel 1967 Gilbert & George si incontrano al St. Martin's School of Art di Londra. Dal 1968 vivono e lavorano insieme a Londra. Anticipatori nello scegliere il palcoscenico anticonvenzionale per il loro talento, si trasferiscono nel quartiere dei lavoratori di Spitalfields (che negli anni settanta era il bassofondo dell'East End di Londra ed oggi oramai ritrovo per eccellenza di artisti e intellettuali, a partire dai loro seguaci come Tracey Emin o i Chapman Brothers) e si oppongono subito all'arte d'élite: chiamano la loro casa "Arte per Tutti" e si autodefiniscono "sculture viventi".
Nel 1969 gli artisti sono chiamati a esporre allo Stedelijk Museum di Amsterdam.
Dal 1972-73 collaborano con prestigiose gallerie, la londinese Anthony d'Offay, la Sonnabend Gallery di New York, la Galerie Konrad Fischer di Düsseldorf.
Nel 1990 gli artisti realizzano l'opera The Cosmological Pictures che sarà presentata in dieci diversi paesi europei tra 1991 e 1993.
Nel 1992 espongono, presso il Museo d'Arte di Aarhus, in Danimarca, la loro opera più imponente, New Democratic Pictures.
Nel 2007 la Tate Modern di Londra li ospita per un'enorme retrospettiva mai dedicata prima ad artisti viventi. Ulteriore celebrazione del loro percorso artistico sarà l'assegnazione del premio Lorenzo il Magnifico alla carriera alla VI edizione della Biennale internazionale dell'arte contemporanea di Firenze.
Il loro lavoro si è ormai da tempo imposto in tutto il mondo, come testimoniano le importanti sedi espositive che lo hanno ospitato e che continuano a farlo: National Art Gallery, The Art Museum di Shanghai, Museo d'Arte Moderna di Lugano, l'esposizione-evento Documenta a Kassel, Kunsthalle di Düsseldorf, Kunsthalle di Berna, Centre Georges Pompidou di Parigi, MAMbo di Bologna, Biennale di Firenze.

## Poetica
Art for all: tale frase-slogan, utilizzata fin dalle origini del loro sodalizio esistenziale-artistico, sintetizza al meglio la logica che sottende l'attività artistica di Gilbert & George. L'obiettivo principale del loro lavoro è, fin dall'inizio, quello di produrre un'arte di forte impatto comunicativo, volta al superamento delle tradizionali barriere tra arte e vita e ad analizzare in profondità la condizione umana. Essi sono perciò interessati a riprendere esperienze umane di ogni tipo indagando le paure, le ossessioni, e le emozioni che provano gli individui soprattutto quando sono posti davanti a temi forti quali sesso, razza, religione e politica. Essi stessi, con il loro vissuto, per primi si sottopongono a tale minuzioso esame, in un'ottica che vede l'artista e l'opera d'arte, coincidenti: "Essere sculture viventi è la nostra linfa, il nostro destino, la nostra avventura, il nostro disastro, nostra vita e nostra luce" dichiarano i due artisti, indicando nel problema del rapporto tra l'arte e la vita l'asse portante della loro poetica.
Anche l'allestimento delle mostre è un elemento fondamentale della loro visione dell'arte: l'allestimento è, infatti, parte integrante dell'opera ed è volto, da un lato, a sconvolgere lo spazio soprattutto dal punto di vista delle dimensioni e, dall'altro, a demolire la sacralità dell'opera, portandola dentro alla vita, facendone una parte della vita.
Chiarificatore della logica globale che sottende il loro modo di intendere l'arte è anche il rifiuto degli artisti di firmare individualmente le opere e l'adozione della "firma comune" Gilbert & George: ciò non indica solo un rifiuto della distinzione dei ruoli, ma una profonda revisione dei concetti di identità e di individualità. La scelta della firma comune sancisce l'universalità di un agire, quello che è alla base della creazione artistica, che rifiuta l'individualizzazione e, ancora una volta, richiama il loro motto: "l'arte è di tutti".

### Gli esordi
Fin dagli esordi, tra la fine degli anni sessanta e gli inizi degli anni settanta, Gilbert & George amano provocare e scuotere sia la critica sia l'opinione pubblica, anticipando di gran lunga tutta la generazione degli Young British Artists: i loro primi lavori sono soprattutto performance, in cui si presentano spesso con la faccia e le mani dipinte d'oro, a sostegno dell'idea che gli artisti debbano entrare in campo personalmente per ciò che producono.
Agli esordi appartengono anche le grandi opere su carta in cui compaiono, a grandezza naturale, nella campagna inglese immersi in una atmosfera tranquilla e agreste, opposta a quella che si respirerà nei loro lavori futuri.
La chiusura di questa prima fase dell'attività dei due artisti è segnata dall'opera The General Jungle or Carrying on Sculpting. L'opera, presentata per la prima volta alla Sonnabend Gallery di New York nell'autunno del 1971 anticipa una serie di tematiche che saranno riprese e rielaborate in modo più articolato e seriale dai due artisti nella loro fase successiva, incentrata sul lavoro fotografico:
- l'introduzione di testi sotto forma di titoli,
- il grande formato ottenuto dall'accostamento di più pannelli,
- l'aspetto narrativo delle opere.

### Gli anni ‘70
Nella prima metà degli anni settanta i due artisti cominciano ad operare in modo prevalente con la fotografia. Anche i temi oggetto della loro osservazione mutano: ora si rivolgono soprattutto al mondo contemporaneo, alle città e soprattutto alla grande città in cui hanno scelto di vivere, Londra, con il suo crogiolo di culture, di religioni, di realtà diverse, con le sue violenze, con le insoddisfazione e le frustrazioni dell'umanità che la popola.
L'opera che sancisce l'avvio di questa nuova fase è Cherry blossom picture, realizzata nel 1974. Bloody life, del 1975, mostra invece l'ingresso di un nuovo elemento che si ripeterà poi sempre nelle opere successive: gli artisti stessi compaiono, soli o con personaggi della strada, all'interno delle immagini fotografiche. Le parole degli stessi artisti, spiegano al meglio lo spirito che li accompagnava in tale periodo:
Altro simbolo proposto assai spesso in tale fase, è quello della crocifissione, spesso accompagnato da immagini provocatorie, che come dichiarano i due artisti "È una immagine di sofferenza di straordinaria potenza", immagine simbolo di una umanità sofferente.
Nello stesso periodo, accanto a tali opere che riflettono sulle condizioni di vita e sul malessere nelle grandi città della contemporaneità, si affiancano lavori più introspettivi e malinconici, come Dusty Corners, con fotografie degli interni spogli e desolati dell'appartamento da loro acquistato in condizioni di abbandono a Fournier Street. Questa fase, che porta alla realizzazione di lavori come Red Morning, Mental, Violence e Hate, viene definitivamente abbandonata alla fine degli anni settanta e soprattutto negli anni '80.

### Gli anni '80 e gli anni ‘90
Negli anni Ottanta, le fotografie, veri e propri mosaici contemporanei in virtù della costruzione a pannelli giustapposti, assumono dimensioni e cromatismo sempre maggiori. Un tema nuovo affianca quelli classici delle loro opere: la paura dell'AIDS.
La malattia, che in quegli anni colpisce molti loro amici omosessuali, viene simboleggiata in varie immagini volutamente antiestetiche, come qualcosa che porta alla totale perdita della dignità dell'individuo.
La loro provocazione, in tale periodo, si spinge fino alla rappresentazione degli escrementi. In opere come Shitted e Naked shit pictures l'escalation provocatoria raggiunge il suo apice e gli artisti affermano: "Fondamentalmente, c'è qualcosa di religioso nel fatto che siamo fatti di escrementi". La nudità degli artisti è esposta ad indicare una umanità ridotta all'essenziale, alla mera biologia delle sue parti microscopiche. Tali riflessioni portano alla serie di lavori che rappresentano al microscopio tutti i fluidi biologici, dal sangue all'urina, dalle lacrime alle feci. In un'opera come Dying Youth, presente nella collezione "Terrae motus" alla Reggia di Caserta, i temi della fede (nello specifico della crocifissione) e della violenza, esplorati negli anni '70, si legano a quelli della corporalità e della nudità: l'immagine di un giovane uomo nudo giustapposta ad immagini di morte (due volti di bambini mummificati e un teschio) si rivela essere un memento mori, una rappresentazione della finitezza dell'esistenza.

### Gli ultimi anni
Nelle ultime opere è Londra che ritorna protagonista, soprattutto dopo gli attentati terroristici del 2005: ancora una volta la grande città è, contemporaneamente, luogo di incontro-scontro di culture, coacervo di possibilità, ma anche di frustrazioni, intolleranza, rabbia e morte.
The Six Bomb Pictures è definito dagli stessi artisti come "il lavoro più agghiacciante finora mai fatto”. Ancora una volta, essi ribadiscono il ruolo dell'arte e dell'artista, dichiarando che

## Opere
- Our New Sculture (1969): performance che vede i due artisti su una pedana quali sculture viventi, in aperta opposizione alla tradizione scultorea anglosassone. La performance conoscerà varianti: sarà Underneath the Arches, The Singing sculture e infine A Living sculture, versione presentata alla mostra When Attitudes Become Form.
- The General Jungle or Carrying on Sculpting (1971): ciclo di 23 lavori a carboncino eseguiti a quattro mani su carta intelata di grandi dimensioni (oltre due metri e mezzo d'altezza e quasi tre metri e mezzo di larghezza) con utilizzo di una tecnica estremamente rara nell'ambito della loro produzione. L'opera si iscrive nella serie di lavori definito dagli stessi artisti Charcoal on paper Sculptures (sculture a carboncino su carta) eseguiti unicamente tra il 1970 e il 1974.
- Cherry blossom picture (1974): segna l'inizio della sperimentazione fotografica con una serie di quadrati rossi e neri in cui sono riprese strade cittadine vuote che generano una sensazione di strisciante violenza o di angosciosa solitudine.
- The Six Bomb Pictures (2006): inedito per la grande mostra (Gilbert & George: Major Exhibition Tate Modern, 15 febbraio – 7 maggio 2007) che la Tate Modern di Londra dedica ai due artisti nel quarantesimo anniversario della loro attività. Il titolo è quello complessivo di una grande opera assai articolata che comprende un trittico di quattordici metri, Bomb, cui fanno da contorno altre cinque composizioni che insistono sul messaggio di morte, intitolate rispettivamente Bombs, Bomber, Bombing e Terror. L'opera è costruita sui titoli di "strilli" (i poster che reclamizzano l'edizione del giorno) del quotidiano Evening Standard, che presentano, tutti, queste parole nei titoli.

## Premi
- 1986: Vincono il Turner Prize
- 2005: Rappresentano la Gran Bretagna alla Biennale di Venezia
- 2007: Vincono il premio Lorenzo il Magnifico alla Biennale Internazionale d'Arte Contemporanea di Firenze

## Mostre in Italia
- 1970, Françoise Lambert Gallery, Milano, Frozen into the Nature for You Art.
- 1971, Sperone Gallery, Torino, There Were Two Young Men.
- 1972, Sperone Gallery, Roma, A New Sculpture.
- 1972, Galleria L'Attico, Roma, Living Sculptures.[3]
- 1973, Sperone Gallery, Torino, New Decorative Works.
- 1975, Lucio Amelio Gallery, Napoli, Bloody Life.
- 1984, Pieroni Gallery, Roma, Live's.
- 1989, Galleria Christian Stein, Milano, 1988 Pictures.
- 1996, Galleria d'Arte Moderna, Bologna, Gilbert & George.
- 2005, MAXXI - Museo nazionale delle arti del XXI secolo, Roma, The General Jungle or Carrying on Sculpting.
- 2007, Biennale Internazionale d'Arte Contemporanea di Firenze.
- 2007, Castello di Rivoli Museo d'Arte Contemporanea, Rivoli-Torino, Gilbert & George. La grande mostra.
- 2017, Museo Pino Pascali, Polignano a Mare, Cherry Blossom n.6
- 2018, Fondazione Pinault Punta Della Dogana, Venezia, più opere.

## Gilbert & George nei musei
- MAMbo - Museo d'arte moderna di Bologna
- Museo nazionale delle arti del XXI secolo sez. d'arte figurativa, di Roma.
- Reggia di Caserta, collezione "Terrae motus"
- Palazzo Butera di Palermo, collezione Francesca e Massimo Valsecchi
- Gugghenheim Bilbao "Waking" 1984